# Cheb Hasni
Hasni Chakroun, in arte Cheb Hasni (Orano, 1º febbraio 1968 – Orano, 29 settembre 1994), è stato un cantante algerino, uno dei più grandi interpreti della musica raï. Abitava nel quartiere di nome Gambetta ad Orano. La sua famiglia era originaria di la Wilaya de Mascara. Ancora ai giorni d'oggi è considerato il Re del raï sentimentale.

## Biografia
Prima di intraprendere la carriera da cantante Cheb Hasni ha sempre avuto una passione per lo sport, specialmente il calcio, iniziò a giocare dall'età di 9 anni con l'ASMO. Arrivato all'età di 15 anni si fece male in campo e restò in ospedale per parecchie settimane. Dopo il ritorno in campo le condizioni del piede non migliorarono e nonostante gli incoraggiamenti del suo allenatore Hasni fermò la sua carriera come calciatore.
Hasni ebbe la sua prima esibizione come cantante al matrimonio del fratello di Kada Naoui, dove interpretò la canzone "El-Marsem". Visto il successo della canzone Kada gli chiese se fosse stato interessato a cantare nella sua discoteca "La Cinguette", insieme al gruppo Jawhara diretto da Mustapha Cherchar. Hasni accettò la proposta sia per la sua passione che per le difficoltà economiche che la sua famiglia viveva, egli abbandonò la scuola in tenera età. Il produttore discografico Mohamed Saint-Crépain dopo aver assistito a vari spettacoli dell'artista, propose a Hasni di firmare un contratto. Nel 1986, Hasni registrò la sua prima cassetta con la casa discografica Saint-Crépain e nella quale interpretò tre canzoni in duo con la cantante raï Chaba Zahouania.
Cheb Hasni cantante adulato dalla gioventù algerina, amante delle canzoni sentimentali, è stato l'autore di più di 150 album in soli 8 anni.
Gli autori di Hasni sono stati: Aziz Kourbali, Laàredj (fratello di Hasni), Hasni (lui stesso), Khaled Bendouda (1º autore di Hasni), Mohamed Nouna, Mekki Nouna, Ahmed Hamadi, Kader Jidar (Kader Sonacome), Houari Damache, Bousekrine Baby, etc.
I musicisti sono stati: Ali Bouabdellah, Noureddine Tiger, Hocine Cheriet, Hocine Nahal, Kouider Berkane , Mohamed Meghni, etc.
Nel 1992, firmò un contratto con il manager Nourredine Gafaïti (Manager di Chaba Zahouania, Cheb Sahraoui e Chaba Fadela) e dopodiché partì in tournée.
Nel 1990, Hasni registrò 10 clip con una società francese : Dawrou El'auto V3 – Katba V1 – Bayda mon amour V1 – Hetta nssit'ha w rahet men bali - Ma nssit'ha ma rahet men bali - Mazel souvenir aandi - Tebaatek sahti rchet V1 - C'est fini Alik Ya Mehanti V1 - Hada Mektoubi - Dayek Dayek.
Le clip prodotte da ENTV furono: Fèrketi El-Echra, Dawini b dwèek, Mazal galbi m elkiyya ma bra, Guaa ennssa.
Si sposò nel 1987, all'età di 19 anni, ed ebbe un figlio di nome Abdellah, nato nel 1989.
Il 29 settembre 1994, Hasni fu assassinato nel suo quartiere (Gambetta, Orano) all'età di 26 anni. Il suo assassinio rimane ancora ai giorni d'oggi un mistero, i sospetti restano su un gruppo di islamisti radicali che minacciarono Hasni di morte.
Cheb Hasni rimane un idolo e un punto di riferimento per le giovani generazioni.

## Discografia

### Album e canzoni
- Barraka (feat Zehwania) (luglio 1986)
- Ila Ajbek Ezzine (1987)
- Issèlou aalik è oomri (1987)
- Bayda mon amour v1 (1989)
- Moulèt essag ddrif (1989)
- Nbellaa bèbi (1988)
- Lmossiba kharja m e lycée
- Ma dannitch netfèrkou
- Ssadda nass ellil
- Aadyèni bezzèf (Feat Noria) (1990)
- C'est fini aalik yè mehhenti
- Moul el cabaret (Feat Abd Elhakk) (1988)
- Tèlbouni hetta f echchira" (1990)
- Netrajja f elhèbib (1988)
- Sid elkadi (1989)
- Adieu l'amour (1990)
- Aaayit ensaleh, aayit neddareb (1991)
- Hè bouya, llila mè tefrèchi (1987)
- Saadek tzouwwejti (1990)
- S'hab elbaroud (1987)
- Aalèch rani maadeb (1990)
- Enroh maak laaziza
- Chchira lli nebriha dima ybènli khyèl'ha (1989)
- Chkoune irabbili weldi (1990)
- Èna barkèni, èna kilouni (1990)
- Love me say (1990)
- Rah Ben Bella l essaddam (singolo) (1990)
- J'ai mal au cœur (1991)
- Chlèrmek deggouni (Feat Zohra) (1991)
- Elli zahreh mè yendamchi (singolo) (1991)
- Tout l' monde est là (1991)
- Wellah mè kount dèyrek passager (1991)
- Mon Premier Amour (1991)
- Dis moi ha zzarga (1991)
- Ssaraha raha (Septembre 1991)
- Hdartou fiya ou goultou mèt (1991) (3 canzoni di Hasni e 3 canzoni di Nasro)
- Elli dlamni wellah mani msèmheh (1991)
- Charaatni (1991)
- Nediha meryoula (1991)
- C'est pas la peine (1991)
- Ghir dommage (1992)
- Tlabti lfrèk (1992)
- Oran la france (1992)
- Ghir mè tebkich (1992)
- Aakkar (1992)
- C'est fini (1992)
- Tal ryèbek yè rzèli (1992)
- Choufi oomri cha sra (1992)
- Rabta lhenna (1993)
- Rani khellithè lek èmèna (1993)
- Mè nnejemch eniich d eliicha (1993)
- C est la logique yè bent ennès (1993)
- Hebbitek mè s'elt ennès (1993)
- Dèymen enwassik (1993)
- Ki nchouf'ha yerkebni lhbèl (1993)
- Guaa ennsa (Avril 1993)
- Hekmet aalia rrab elaali (feat Zèhia) (aprile 1993)
- Mani mani (1993)
- Tebki wella mè tebkich (1993)
- Enfin lkit elli tefhemni (1993)
- Brit èna nchoufek (1993)
- Rani Mourak (1993)
- Nti sbèb rbinti (1993)
- Guaa errjèl elli kèyen (1993)
- Kounti f eddar sabra (1994)
- Ddèteh emmigré (1994)
- Khawwefni rjouaak (1994)
- Meddit aahdi, ça y'est c'est fini (1994)
- Saàdini (Feat Sorya Kinane, & Bouzid Abdelghani) (1994)
- Aalèch yè aayniyya (1994)
- Ma bkatch elhedda (1994)
- Rabbi ltof biya (1994)
- Rani nèdem aalè liyyèm (1994)
- Hiyya maaya ou techkor ghir fih (1994)
- Houwwsi fok el'ard yè mra (1994)
- Kbira la différence binek ou binha (singolo) (1994)
- Mè zèl galbi m elkiyya ma bra (singolo) (1994)
- Kount aaz'ha kter men oomri (1994)
- Iridoni bnèt ennès (1994)
- Srat biyya kassa (1994)
- Rani marra hna ou marra lhih (1994)
- Mouti khir m hyèti (1994)
- Aaliha rani nssèl (2002)